# 伊勢市立修道小学校
伊勢市立修道小学校（いせしりつしゅうどうしょうがっこう）は、三重県伊勢市久世戸町にある公立小学校。

## 概要
- 校名の「修道」は、中国の「中庸」の一節「天命之謂性 率性之謂道 修道之謂教」（天の命これを性といい、性に率うこれを道といい、道を修めるこれを教えという）に由来する。「天はすべての人にそれぞれ個性を与えた。その個性を伸ばしていくのが人間の生きる道である。そしてこの道をわかりやすく説くことが教育である」という意味である。
- 校地面積：9,812m2
- 構成は校舎（面積：4,723m2）、体育館（面積：920m2）、プール（面積：963m2）などである。

## 沿革
- 1874年（明治7年） - 長峯学校が創立する。尾上学校が創立する。
- 1883年（明治16年）9月17日 - 長峯学校と尾上学校の一部を統合して、修道学校が創立する。
- 1887年（明治20年）4月1日 - 修道尋常小学校と改称する。（修業年限4ヵ年）
- 1907年（明治40年）5月5日 - 久世戸町に新校舎が完成する。
- 1911年（明治44年）4月1日 - 宇治山田市第二尋常小学校と改称する。
- 1921年（大正10年）4月 - 高等科（修業年限2ヵ年）を併置、宇治山田市第二尋常高等小学校と改称する。
- 1935年（昭和10年）12月14日 - 増築した校舎が落成する。
- 1941年（昭和16年）4月1日 - 国民学校令の施行に伴い、宇治山田市修道国民学校と改称する。
- 1947年（昭和22年）4月1日 - 学校教育法の施行に伴い、宇治山田市立修道小学校と改称する。
- 1948年（昭和23年）2月 - 修道小学校PTAが発足する。
- 1955年（昭和30年）1月1日 - 市名改称に伴い、伊勢市立修道小学校と改称する。
- 1958年（昭和33年）6月 - 新築した講堂が落成する。
- 1969年（昭和44年）2月 - 校舎に8教室を増築する。
- 1974年（昭和49年）
  - 2月28日 - 創立90周年を記念して校歌を制定、校歌発表会を挙行する。
  - 9月29日 - 校旗を制定する。
  - 11月16日 - 新校舎の起工式を挙行する。
- 1976年（昭和51年）4月2日 - 新校舎の完工式を挙行する。
- 1984年（昭和59年）11月9日 - プールの起工式を挙行する。
- 1985年（昭和60年）4月22日 - プールの完工式を挙行する。
- 1990年（平成2年）8月3日 - 屋内運動場の起工式を挙行する。
- 1991年（平成3年）
  - 3月28日 - 屋内運動場の完工式を挙行する。
  - 4月1日 - 知的障害児学級「あおぞら」を設置する。
  - 5月11日 - 屋内運動場開き。
- 1995年（平成7年）2月 - 正門改修工事。
- 1998年（平成10年）4月1日 - 情緒障害児学級「大空」を設置する。
- 1999年（平成11年）3月15日 - 屋上防水補修工事。
- 2002年（平成14年）3月22日 - 運動場改修工事。
- 2004年（平成16年）10月19日 - 障害児専用エレベーター設置。
- 2005年（平成17年）
  - 3月25日 - 防災倉庫の設置。
  - 4月1日 - 3学期制から2学期制に移行する。
- 2006年（平成18年）8月 - 給食室空調完備。
- 2007年（平成19年）
  - 7月 - この月から翌月にかけて、校舎耐震工事。
  - 9月 - 学童保育所「杉の子」開設。
- 2008年（平成20年）8月 - パソコン室クーラー設置。
- 2020年（令和2年）2月 - GIGAスクール対応iPad配備。

## 周辺
- 学校法人修道幼稚園
- 伊勢市市営庭球場

## 学校区
内宮と外宮の中間に位置する古市を中心として広がる。
- 桜木町
- 中之町
- 古市町
- 久世戸町
- 倭町
- 神田久志本町（有緝小学校・浜郷小学校との選択可能）
- 勢田町の一部
- 楠部町の一部（地番により、四郷小学校との選択可能）
- 中村町の一部

※伊勢市立の小学校及び中学校の就学すべき学校の指定に関する規則 による。

## 交通アクセス
- 伊勢自動車道 伊勢インターチェンジから約1km
- 近鉄 五十鈴川駅より約900m、徒歩約12分
- 三重交通バス 伊勢市駅・宇治山田駅より「浦田町（おはらい町）」行き乗車、「古市」バス停下車徒歩3分

## 著名な卒業生
- 笙野頼子 - 小説家（芥川賞受賞作家）
- 世古和 - 陸上競技選手[1]